# Sureste de Delhi
El sureste de Delhi es un distrito de ingresos de Delhi, India. La Colonia de Defensa, Kalkaji y Sarita Vihar forman parte de este distrito.
Este distrito forma parte de la circunscripción de South Delhi Lok Sabha.